# Боцан-Харченко, Александр Аркадьевич
Алекса́ндр Арка́дьевич Бо́цан-Ха́рченко (род. 16 сентября 1957) — советский и российский дипломат, посол России в Сербии. Чрезвычайный и полномочный посол (2017).

## Биография
Окончил МГИМО МИД СССР (1979). На дипломатической работе с 1979 года.
- В 1997—2002 годах — советник-посланник Посольства России в Хорватии.
- В 2002—2008 годах — заместитель директора Третьего Европейского департамента МИД России.
- В 2004—2008 годах — специальный представитель министра иностранных дел России по Балканам по совместительству.
- В 2008—2009 годах — заместитель директора Четвёртого европейского департамента МИД России.
- С 1 сентября 2009 по 6 августа 2014 года — чрезвычайный и полномочный посол России в Боснии и Герцеговине[1][2].
- В 2014—2019 годах — директор Четвёртого Европейского департамента МИД России.
- С 10 июня 2019 года — чрезвычайный и полномочный посол России в Сербии[3].

## Дипломатический ранг
- Чрезвычайный и полномочный посланник 2 класса (15 января 2002)[4].
- Чрезвычайный и полномочный посланник 1 класса (23 апреля 2008)[5].
- Чрезвычайный и полномочный посол (10 февраля 2017)[6].

## Награды
- Орден Александра Невского (22 декабря 2022) — за большой вклад в реализацию внешнеполитического курса Российской Федерации и многолетнюю добросовестную дипломатическую службу[7]
- Орден Почёта (24 января 2018) — за большой вклад в реализацию внешнеполитического курса Российской Федерации[8]
- Орден Дружбы (30 декабря 2012) — за большой вклад в реализацию внешнеполитического курса Российской Федерации и многолетнюю добросовестную работу[9]
- Медаль ордена «За заслуги перед Отечеством» II степени (25 сентября 2007) — За заслуги в реализации внешнеполитического курса Российской Федерации[10].
- Орден Флага Республики Сербской с короной (Республика Сербская, 2013)[11]
- Почётный гражданин Баня-Луки (Республика Сербская, 2014)[12]

## Семья
Женат. Сын Аркадий (род. 1984) — вице-губернатор Владимирской области в 2018—2022 годах.
Сноха, Анастасия Владимировна Боцан-Харченко (до замужества Петрова, род. 1983) — внебрачная дочь Владимира Жириновского.
Внучки — Екатерина (род. 2011) и Александра.